# Glypta ulbrichti
Glypta ulbrichti là một loài tò vò trong họ Ichneumonidae.